# Akcja na Eigerze
Akcja na Eigerze (ang. The Eiger Sanction) – amerykański film sensacyjny z 1975 w reżyserii Clinta Eastwooda wyprodukowany przez Universal Pictures. Film powstał na podstawie powieści Trevaniana pod tym samym tytułem.

## Opis fabuły
Doktor Jonathan Hemlock (Clint Eastwood), wykładowca sztuk pięknych, jest zarazem profesjonalnym zabójcą na usługach rządu. Gdy próbuje zerwać z podwójnym życiem, pada ofiarą szantażu. Musi zlikwidować zabójcę swojego przyjaciela, który bierze udział w wyprawie na górę Eiger.

## Obsada
- Clint Eastwood jako doktor Jonathan Hemlock
- George Kennedy jako Ben Bowman
- Vonetta McGee jako Jemima Brown
- Jack Cassidy jako Miles Mellough
- Heidi Brühl jako Anna Montaigne
- Thayer David jako Dragon
- Reiner Schöne jako Karl Freytag
- Michael Grimm jako Anderl Meyer
- Jean-Pierre Bernard jako Jean-Paul Montaigne
- Brenda Venus jako George

i inni